# Anagenesia picta
Anagenesia picta is een haft uit de familie Palingeniidae. De wetenschappelijke naam van de soort is voor het eerst geldig gepubliceerd in 1920 door Gravely.
De soort komt voor in het Oriëntaals gebied.